# Seattle Storm 2003
La stagione 2003 delle Seattle Storm fu la 4ª nella WNBA per la franchigia.
Le Seattle Storm arrivarono quinte nella Western Conference con un record di 18-16, non qualificandosi per i play-off.

## Roster
| N° | Naz.                     | Ruolo | Sportivo           | Anno | Alt. | Peso |
| -- | ------------------------ | ----- | ------------------ | ---- | ---- | ---- |
| 4  | Giamaica (bandiera)      | C     | Simone Edwards     | 1973 | 193  | 74   |
| 5  | Stati Uniti (bandiera)   | AC    | Danielle McCulley  | 1975 | 191  | 82   |
| 6  | Australia (bandiera)     | G     | Sandy Brondello    | 1968 | 170  | 62   |
| 7  | Rep. Ceca (bandiera)     | C     | Kamila Vodičková   | 1972 | 193  | 84   |
| 10 | Stati Uniti (bandiera)   | G     | Sue Bird           | 1980 | 175  | 68   |
| 12 | Stati Uniti (bandiera)   | GA    | Tonya Washington   | 1977 | 180  | 73   |
| 13 | Nigeria (bandiera)       | A     | Mactabene Amachree | 1978 | 185  | 79   |
| 15 | Australia (bandiera)     | AC    | Lauren Jackson     | 1981 | 196  | 85   |
| 17 | Corea del Sud (bandiera) | C     | Jeong Seon-min     | 1974 | 185  | 76   |
| 23 | Stati Uniti (bandiera)   | G     | Rita Williams      | 1976 | 168  | 61   |
| 24 | Stati Uniti (bandiera)   | A     | Amanda Lassiter    | 1979 | 185  | 65   |
| 32 | Stati Uniti (bandiera)   | A     | Adia Barnes        | 1977 | 180  | 75   |
| 41 | Stati Uniti (bandiera)   | A     | Alisa Burras       | 1975 | 191  | 99   |
| 44 | Australia (bandiera)     | G     | Tully Bevilaqua    | 1972 | 170  | 64   |

## Staff tecnico
- Allenatore: Anne Donovan
- Vice-allenatori: Jenny Boucek, Jessie Kenlaw
- Vice-allenatore per lo sviluppo dei giocatori: Tal Skinner
- Preparatore atletico: Sheri Hedlund